# Jovan Dučić
Jovan Dučić (cyr. Јован Дучић, ur. 17 lutego 1871, zm. 7 kwietnia 1943) – bośniacko-serbski poeta, pisarz, dyplomata. Czołowy przedstawiciel serbskiego modernizmu. 

## Życiorys

### Biografia

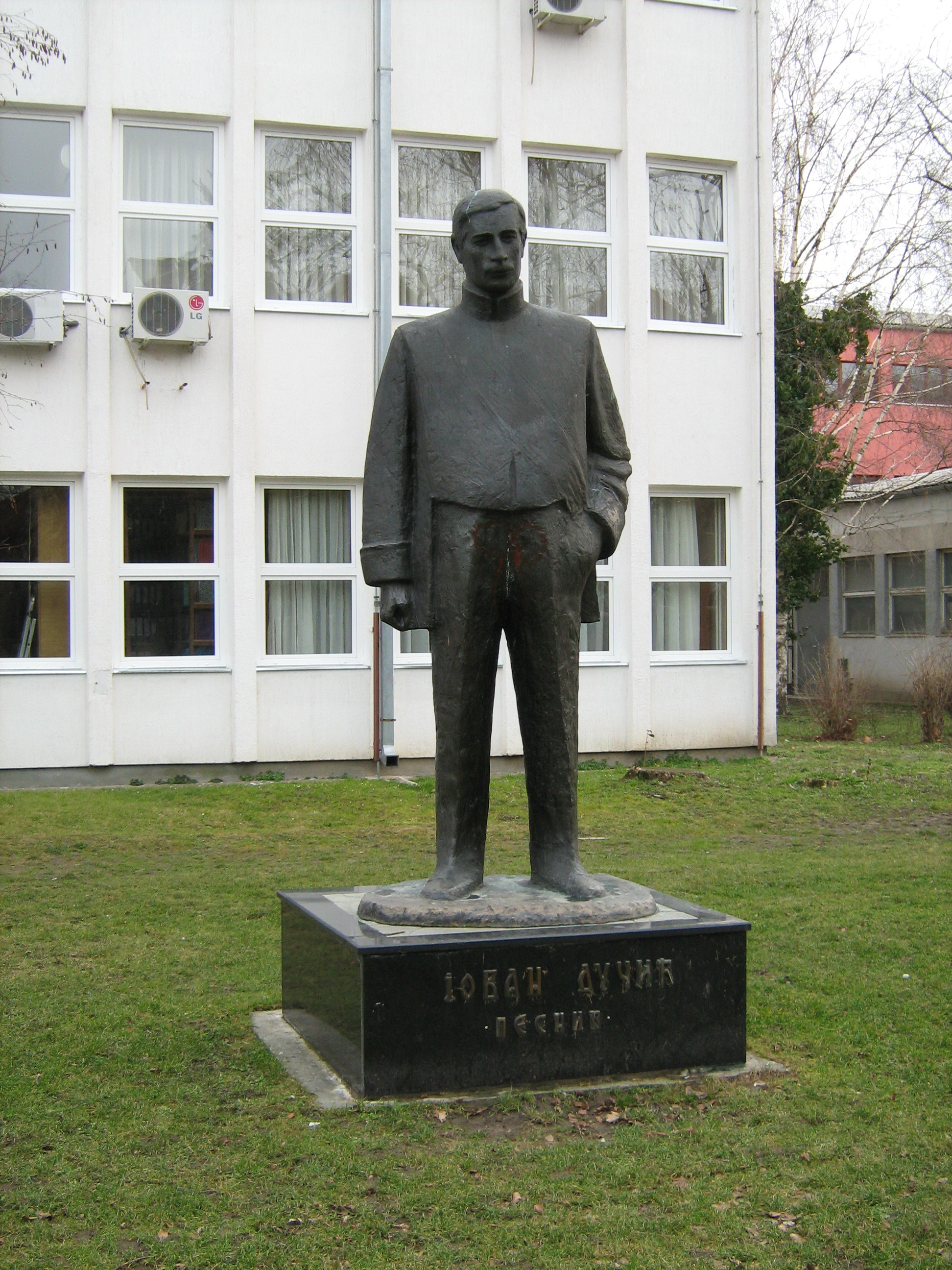
Pomnik Dučicia w Somborze

Urodził się 17 lutego 1871 roku w Trebinje w ówczesnym Imperium Osmańskim. Uczęszczał tam do szkoły podstawowej. Przeniósł się do liceum w Mostarze i uzyskał wykształcenie, które pozwoliło mu zostać nauczycielem w Somborze. Przed powrotem do Mostaru pracował jako nauczyciel w kilku miastach, gdzie założył (wraz z pisarzem Svetozarem Ćorovićem i poetą Aleksą Šantić) magazyn literacki Zora.
Otwarty patriarchalizm Dučicia spowodował trudności z władzami - w tym czasie Bośnia i Hercegowina została de facto włączona do imperium Austro-węgierskiego. Przeniósł się za granicę, by kontynuować studia wyższe, głównie w Genewie i Paryżu. Uzyskał dyplom prawniczy na Uniwersytecie w Genewie, a po powrocie z zagranicy wstąpił do serbskiej służby dyplomatycznej w 1907 roku. Chociaż wcześniej wyraził sprzeciw wobec idei utworzenia Jugosławii, został pierwszym ambasadorem nowego kraju w Rumunii w 1937. Miał wybitną karierę dyplomatyczną w tym charakterze, służąc w Stambule, Sofii, Rzymie, Atenach, Kairze, Madrycie i Lizbonie. 

### Poezja
Wydał swój pierwszy tomik poezji w Mostarze w 1901 roku, a drugi w Belgradzie w 1912. Pisał także prozę: kilka esejów i opracowań na temat pisarzy.
Początkowo jest twórczość była pod silnym wpływem Vojislava Ilica, czołowego serbskiego poety końca XIX wieku. Podróże zagraniczne pomogły mu rozwinąć swój własny styl, w którym ruch symbolistyczny był prawdopodobnie największym pojedynczym wpływem. W swojej poezji odkrył zupełnie nowe tereny, nieznane wcześniej w poezji serbskiej. Ograniczał się tylko do dwóch stylów wersów, symetrycznego aleksandrynu i stylu francuskiego pochodzenia. Wyrażał w swojej twórczości podwójny strach, wulgarność myśli i wulgarność wypowiedzi. Widział poetę jako "urzędnika i wykształconego rzemieślnika w ciężkiej pracy rymu i rytmu".

### Emigracja
Wyjechał do Stanów Zjednoczonych w 1941 roku po inwazji niemieckiej i okupacji Jugosławii, gdzie dołączył do swojego krewnego w stanie Indiana. Dwa lata później kierował Serbską Radą Obrony Narodowej (założoną przez Mihajlo Pupina w 1914) W ciągu tych dwóch lat napisał wiele wierszy, książek historycznych i artykułów prasowych dotyczących pokojowych spraw nacjonalistycznych Serbów i protestujących przeciwko masowemu mordowi Serbów przez pronazistowski reżim w Chorwacji.

### Życie osobiste
Jesienią 1893 roku, na przyjęciu w nowo wybudowanym hotelu w Bijeljina spotykał absolwentkę szkoły handlowej Magdalenę Živanović. Potajemnie związał się z nią w dniu 5 listopada tego samego roku. Ambasada Serbii na Węgrzech znajduje się w domu, który Jovan Dučić otrzymał od Živanović, a następnie przekazał go państwu.

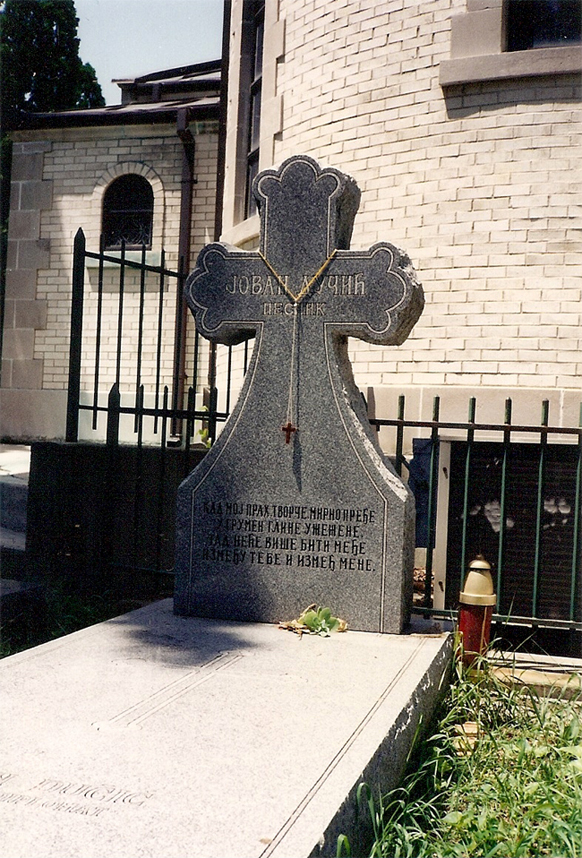
Grób Ducicia w USA

### Śmierć
Zmarł 7 kwietnia 1943 roku. Jego pogrzeb odbył się w kościele prawosławnym St. Sava w Gary w stanie Indiana, a pochowano go na cmentarzu klasztoru serbskich prawosławnych w Saint Sava w Libertyville w stanie Illinois. W swojej ostatniej woli wyraził życzenie, aby został pochowany w swoim rodzinnym mieście Trebinje, która ostatecznie została zrealizowana, kiedy został ponownie pochowany w dniu 22 października 2000 w nowo wybudowanym kościele.

## Upamiętnienie
Nagroda Jovana Dučicia nadawana jest za osiągnięcia w poezji i jest przyznawana co roku podczas "Nocy Dučića" w Trebinje.